# Um Pedido (álbum)
Um Pedido é um álbum ao vivo do cantor e compositor brasileiro Davi Sacer lançado em 24 de novembro de 2020; o penúltimo pela gravadora Som Livre, cuja produção musical foi feita pelo tecladista Kleyton Martins.
Primeiro trabalho de repertório inédito de Sacer desde DNA (2017), a obra foi pensada como um EP – cuja duração extrapolou o formato. Sua gravação se deu na Igreja Batista Atitude em outubro de 2020. A produção sofreu vários atrasos pela pandemia de COVID-19 no Brasil, o que fez com que Sacer priorizasse uma reunião com a banda Trazendo a Arca. 
Um Pedido foi caracterizado como o trabalho mais autoral da carreira de Sacer desde o seu trabalho de estreia, Deus não Falhará (2008). Além disso, o álbum também incluiu "Rei da Glória", composição de Luiz Arcanjo, e uma regravação de "Dono das Estrelas", originalmente gravada pelo Trazendo a Arca no álbum Pra Tocar no Manto (2009).

## Antecedentes
Ao longo da carreira solo, Davi Sacer trabalhou com vários artistas e bandas. Uma de suas parcerias mais notáveis foi com o tecladista Kleyton Martins. Depois de lançar o álbum Venha o Teu Reino em 2014, Sacer começou a trabalhar com o guitarrista André Cavalcante e, em seguida, se aproximou do tecladista Ronald Fonseca, que também foi integrante da banda Trazendo a Arca com Davi.Em 2019, Davi Sacer lançou o álbum 15 Anos com a colaboração dos dois músicos. A obra reuniu sucessos do Trazendo a Arca em novas roupagens solo.
Logo depois, Davi Sacer iniciou um curso de composição para novos músicos e, com base na experiência de lecionar e escrever músicas para o projeto, resolveu trabalhar em um projeto de inéditas. A obra seria gravada em show marcado para 13 de abril de 2020. No entanto, tempos antes, se desenvolveu a pandemia de COVID-19 no Brasil. Com um mês de antecedência, o cantor cancelou a gravação. Em casa, sem fazer shows, Sacer começou a ter aparições na internet. Na mesma época, Luiz Arcanjo, seu ex-colega de Trazendo a Arca, convidou Davi e Verônica Sacer para uma live. Dias depois, Davi promoveu um show virtual no seu canal no YouTube, trazendo como convidado principal Luiz Arcanjo. No final da apresentação, os músicos anunciaram que o Trazendo a Arca reuniria sua formação original em um show para o dia 2 de maio.
A reunião da banda foi lançada pela gravadora Som Livre como um álbum colaborativo entre Davi Sacer e Trazendo a Arca chamado O Encontro, e liberado com o entusiasmo de Sacer em fazer uma turnê com a banda. Ao mesmo tempo, a pandemia seguiu seu curso e o cantor decidiu retomar o seu projeto paralisado.

## Gravação
Assim como O Encontro, Um Pedido foi gravado na Igreja Batista Atitude, em 22 de outubro de 2020, sem participação de público. Foi a primeira vez desde 2014 que Sacer gravou com o tecladista Kleyton Martins, que também assinou os arranjos. Durante a gravação, o músico contou com um coral, metais e instrumentistas de cordas.
Sacer chegou a afirmar que a reunião com o Trazendo a Arca influenciou-o no projeto. A música "Dono das Estrelas", originalmente gravada pelo Trazendo a Arca no álbum Pra Tocar no Manto (2009) e que não chegou a tempo de ser tocada no show de reunião da banda, foi regravada. Além disso, Sacer gravou uma composição inédita de Luiz Arcanjo, chamada "Rei da Glória". Em entrevista, o músico também disse que optou por um trabalho de canções congregacionais, mas com elementos pop.

## Lançamento e recepção
| Críticas profissionais | Críticas profissionais |
| Avaliações da crítica  | Avaliações da crítica  |
| Fonte                  | Avaliação              |
| ---------------------- | ---------------------- |
| Allmanaque             | [ 10 ]                 |

Um Pedido foi lançado em 24 de novembro de 2020 pela gravadora brasileira Som Livre nas plataformas digitais. Como música de trabalho, foi lançado o clipe da música "Um Pedido". Clipes das outras faixas foram lançadas ao longo dos meses seguintes.
O álbum recebeu avaliações favoráveis da mídia especializada. Em crítica de Diego Pinheiro para o Allmanaque, a obra recebeu uma cotação de 4,5 estrelas de 5, com o comentário de que Um Pedido é "emocional, visceral, melódico e de grande musicalidade".

## Faixas
Todas as faixas escritas e compostas por Davi Sacer, exceto onde anotado. 
| N.º            | Título                | Compositor(es)                     | Duração |  |
| 1.             | "Bendito És"          |                                    | 3:58    |  |
| 2.             | "Um Pedido"           |                                    | 4:15    |  |
| 3.             | "Rei da Glória"       | Luiz Arcanjo                       | 5:38    |  |
| 4.             | "Águas Tranquilas"    | Sacer Kleyton Martins Luiz Moreira | 6:19    |  |
| 5.             | "Deus Está na Glória" |                                    | 5:05    |  |
| 6.             | "Dono das Estrelas"   | Sacer Arcanjo Ronald Fonseca       | 5:54    |  |
| Duração total: | Duração total:        | Duração total:                     | 31:12   |  |

## Ficha técnica
A seguir estão listados os músicos e técnicos envolvidos na produção de Um Pedido:
- Davi Sacer – vocais
- Verônica Sacer – vocal
- Kleyton Martins – produção musical, arranjos e teclado
- Marcos Natto – baixo
- PC Batera – bateria, percussão, vocal de apoio
- Leandro Esteves - guitarra
- Danilo Sinna – sax
- Rafael Rocha – trombone
- Jessé Sadoc – trompete
- Jorginho Trompete – trompete
- Guilherme Sotero – violino
- Robson Rocha – violino
- Marcos Scheffel – violino
- Aramis Rocha – violino

Equipe técnica
- André Cavalcante – mixagem, masterização
- Maicon Freitass – direção de vídeo

Projeto gráfico
- Clara Almeida – design
- Paula Cunha – design